# ماثيو دريير
ماثيو دريير (بالفرنسية: Matthieu Dreyer)‏ (مواليد 20 مارس 1989 في ستراسبورغ - فرنسا) لاعب كرة قدم فرنسي يلعب حاليا لصالح نادي الدرجة الأولى سوشو الفرنسي منذ 2003 في مركز حارس مرمى .

## روابط خارجية
- ماثيو دريير على موقع رابطة كرة القدم الفرنسية للمحترفين (الإنجليزية)
- ماثيو دريير على موقع إي إس بي إن إف سي (الإنجليزية)
- ماثيو دريير على موقع قاعدة بيانات كرة القدم.إي يو (الإنجليزية)
- ماثيو دريير على موقع ليكيب (الفرنسية)
- ماثيو دريير على موقع Soccerbase.com (لاعب) (الإنجليزية)
- ماثيو دريير على موقع Soccerway.com (الإنجليزية)
- ماثيو دريير على موقع عالم كرة القدم.نت (الإنجليزية)
- ماثيو دريير على موقع كووورة
- ماثيو دريير على موقع AS.com (الإسبانية)